# النشيد البابوي
النشيد والمسيرة البابوية (بالإيطالية: Inno e Marcia Pontificale) (باللاتينية: Hymnus et modus militaris Pontificalis)، والمعروف أيضًا باسم النشيد البابوي، هو النشيد الذي يُعزف للإشارة إلى حضور البابا أو أحد ممثليه، مثل السفير البابوي، وفي المناسبات الرسمية الأخرى. عندما يُرفع علم الفاتيكان احتفاليًا، تُعزف أول ثمانية موازين فقط.
في حين أن النشيد البابوي يعمل أيضًا كنشيد وطني للكرسي الرسولي ودولة الفاتيكان، فإن الفاتيكان يؤكد على أنه «لا ينبغي فهمه على أنه نشيد وطني، فهو مقطوعة موسيقية تتحدث كلماتها وموسيقاها إلى قلوب العديد من الناس في جميع أنحاء العالم الذين يرون في روما مقر بطرس».